# Vi är på gång
"Vi är på gång" är en låt skriven av Tomas Ledin. Låten var ursprungligen B-sida till singeln "Det finns inget finare än kärleken", som släpptes i maj 1983. Den har senare ofta kommit att spelas under sportevenemang i Sverige.
En senare variant, Vi är på gång - VM 2006, valdes till kampsång åt Sveriges herrlandslag i fotboll vid Världsmästerskapet i fotboll 2006 i Tyskland.
Ledin har även spelat in låten på engelska med titeln "We're on the Beat".

## Singeln
Singeln "Vi är på gång - VM 2006" släpptes den 17 maj 2006, och producerades av Jörgen Ingeström och Bo Reimer. Denna version låg som högst på femteplats på den svenska singellistan. Den testades på Svensktoppen den 11 juni 2006, men misslyckades med att ta sig in på listan.

### Singeln
1. "Vi är på gång - VM 2006" – 3:10
2. "Vi är på gång - VM 2006" (arenaversion) – 3:45

## Listplaceringar
| Lista (2006) | Topplacering |
| ------------ | ------------ |
| Sverige      | 5            |

### Fotnoter
1. ↑  Information på Svensk mediedatabas
2. ↑  Svensktoppen - 11 juni 2006
3. ↑  Svensktoppen - 18 juni 2006
4. ↑  ”Vi är på gång - VM 2006”. Swedishcharts. 26 februari 2006. http://swedishcharts.com/showitem.asp?interpret=Tomas+Ledin&titel=Vi+%E4r+p%E5+g%E5ng+%2D+VM+2006&cat=s. Läst 21 november 2007.